# GWR Classe 3700
La GWR Classe 3700, o Classe City, era una classe di locomotive a vapore della Great Western Railway costruite agli Swindon railway works nel 1903 e ricostruite dal 1903 al 1909. La locomotiva GWR Classe 3700 No.3440 "City of Truro" fa parte della Classe 3700. 

## Storia
Nel settembre 1902 una locomotiva della classe Atbara, il n. 3405 Mauritius, fu ricostruito con una caldaia conica senza cupola e una fornace Belpaire. La locomotiva fu la prima di rodiggio 4-4-0 ad essere dotata di una caldaia conica; la caldaia divenne il prototipo per la caldaia Standard n. 4 di George Jackson Churchward. Nel marzo 1903 fu completata la prima della classe City, il n. 3433 City of Bath. Fu dotata della forma finale della caldaia Standard n. 4, con lati leggermente curvi e una parte superiore rastremata della fornace. Altre nove locomotive furono completate nel maggio 1903. Tra febbraio 1907 e dicembre 1908, altre nove locomotive Classe Atbara furono ricostruite con questa caldaia e incorporate nella classe City. Tutti i membri della Classe furono ritirati dal servizio tra ottobre 1927 e maggio 1931. 

## Preservazione
L'unica locomotiva della Classe ad essere stata preservata fu la locomotiva GWR Classe 3700 No.3440 "City of Truro", posseduta dal National Railway Museum di York.